# Nita Strauss
Nita Strauss (ur. jako Vinita Sandhya Strauss 7 grudnia 1986 w Los Angeles) – amerykańska gitarzystka heavymetalowa i hardrockowa. Preferuje występy na żywo. Znana ze współpracy z różnymi artystami, między innymi z: Alice’em Cooperem (od 2014), The Iron Maidens (2010–2013), Jermaine’em Jacksonem (2010).
W 2011 roku zajęła 1. miejsce w rankingu 10 najpopularniejszych gitarzystek magazynu Guitar World – 10 Female Guitar Players You Should Know.
Jest pierwszą gitarzystką w historii Ibaneza, która może pochwalić się sygnowanym modelem tej marki.
Prowadzi autorski program online nauki gry na gitarze, Rock Guitar Fundamentals.

## Życiorys i kariera artystyczna
Vinita Sandhya Strauss urodziła się 7 grudnia 1986 roku w Los Angeles w rodzinie muzycznej. Wywodzi się z długiej linii muzyków klasycznych – przodkiem jej ojca był kompozytor Johann Strauss. Gdy miała 13 lat, ojciec kupił jej gitarę, ale powołanie do gry na tym instrumencie poczuła dopiero po obejrzeniu filmu Na rozdrożu (1986) i gry w nim Steve’a Vaia. Już w wieku 15 lat koncertowała w zespołach na całym świecie, niezależnie od gatunku czy materiału, grając wyłącznie z zamiłowania do muzyki i chęci doznania dreszczyku emocji na scenie.
W 2010 roku koncertowała na stadionach Afryki z Jermaine’em Jacksonem.
W latach 2010–2013 grała na gitarze w zespole The Iron Maidens (pod pseudonimem Mega Murray), a w latach 2013–2015 – w zespole Femme Fatale. 
W kwietniu 2014 roku dołączyła do zespołu Alice’a Coopera zastępując gitarzystkę Orianthi. Od tego czasu stała się rozpoznawalną postacią w środowisku gitarowym, porywając publiczność na całym świecie swoją wirtuozerską grą na gitarze elektrycznej i scenicznym show. Zapytana po latach przez Chrisa Krovatina, dziennikarza magazynu Kerrang! o ocenę gry z Alice’em Cooperem stwierdziła:

To niesamowite. Grałam z kilkoma zespołami, których występy były stylizowane na lata 80. Mieliśmy zwyczaj wykonywać cover [utworu Alice’a Coopera] „Poison”. Teraz właśnie wykonuję tę piosenkę z tym człowiekiem.

W 2017 roku została wydana kompilacja She Rocks Volume 1 (A Collection Of Kick-Ass Guitar Goddesses), prezentująca nagrania czołowych gitarzystek rockowych, między innymi Orianthi, Jennifer Batten, Sarah Longfield, Lity Ford, Nili Brosh, Gretchen Menn i Nity Strauss (utwór „Pandemonium”).
Rok 2018 był przełomowy dla Nity Strauss. W styczniu została oficjalnie ogłoszona jako pierwsza w historii kobieta artystka firmy Ibanez z własnym modelem gitary Ibanez JIVA. Wydała również swoje autorskie pickupy, DiMarzio Pandemonium. W tym samym roku zaczęła pojawiać się na koncertach WWE, w tym na WrestleManii 34. W kwietniu zagrała na WrestleManii w Nowym Orleanie muzykę wejściową dla WWE Superstar Shinsuke Nakamury przed publicznością liczącą 78 tysięcy widzów oraz milionami użytkowników mediów strumieniowych na całym świecie. W tym samym miesiącu rozpoczęła również udaną kampanię na Kickstarterze na rzecz swojej debiutanckiego solowego albumu, Controlled Chaos, który sama wyprodukowała i wykonała większość prac z zakresu inżynierii dźwiękowej, jak również zagrała na wszystkich gitarach i na basie. Kampania promocyjna albumu zakończyła się sukcesem. Po zakończeniu konkursu na płytę Nita Strauss podpisała kontrakt z wytwórnią Sumerian Records na wydanie i dystrybucję albumu na całym świecie. Album doszedł do 1. miejsca na liście Heatseekers Albums oraz do 6. na liście Hard Rock Albums tygodnika Billboard.

### Rock Guitar Fundamentals
Nita Strauss opracowała i prowadzi Rock Guitar Fundamentals – program nauki gry na gitarze online przeznaczony dla szerokiego grona osób. Jest on podzielony na trzy moduły w zależności od poziomu umiejętności uczniów, od początkujących do zaawansowanych.

## Zdrowy styl życia
Nita Strauss jest również wielką pasjonatką zdrowia i sprawności fizycznej, wykorzystuje swój szeroki zasięg w mediach społecznościowych, aby inspirować i edukować ludzi w zakresie utrzymania zdrowego stylu życia podczas podróży w trasie koncertowej.